# Superbus (vận tải)

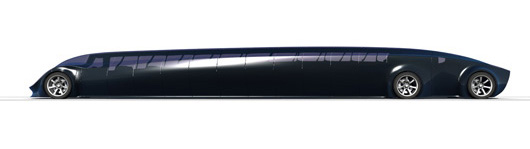
Xe Superbus 23 chỗ chạy 250 km/h

Dự án Superbus' nhằm mục đích phát triển xe khách tốc độ cao có khả năng đạt tốc độ lên đến 250 km/giờ  cùng với cơ sở hạ tầng hỗ trợ bao gồm đường cao tốc đặc biệt xây dựng riêng bên cạnh đường cao tốc của quốc gia. Dự kiến hệ thống sẽ cung cấp phương tiện vận tải thoải mái, vận chuyển đến từng nhà theo nhu cầu và cạnh tranh với xe hơi và xe lửa. Dự án bao gồm nghiên cứu về cơ sở hạ tầng, hậu cần, an toàn, độ tin cậy và khả năng kinh tế cũng như các thiết kế của chiếc xe riêng của mình. Tổng chi phí của dự án hiện nay được ước tính khoảng bảy triệu euro, được tài trợ chủ yếu của Nhà nước Hà Lan. Dự án này có chỉ huy là phi hành gia Hà Lan giáo sư Wubbo Ockels của Đại học Công nghệ Delft.

## Chiếc xe

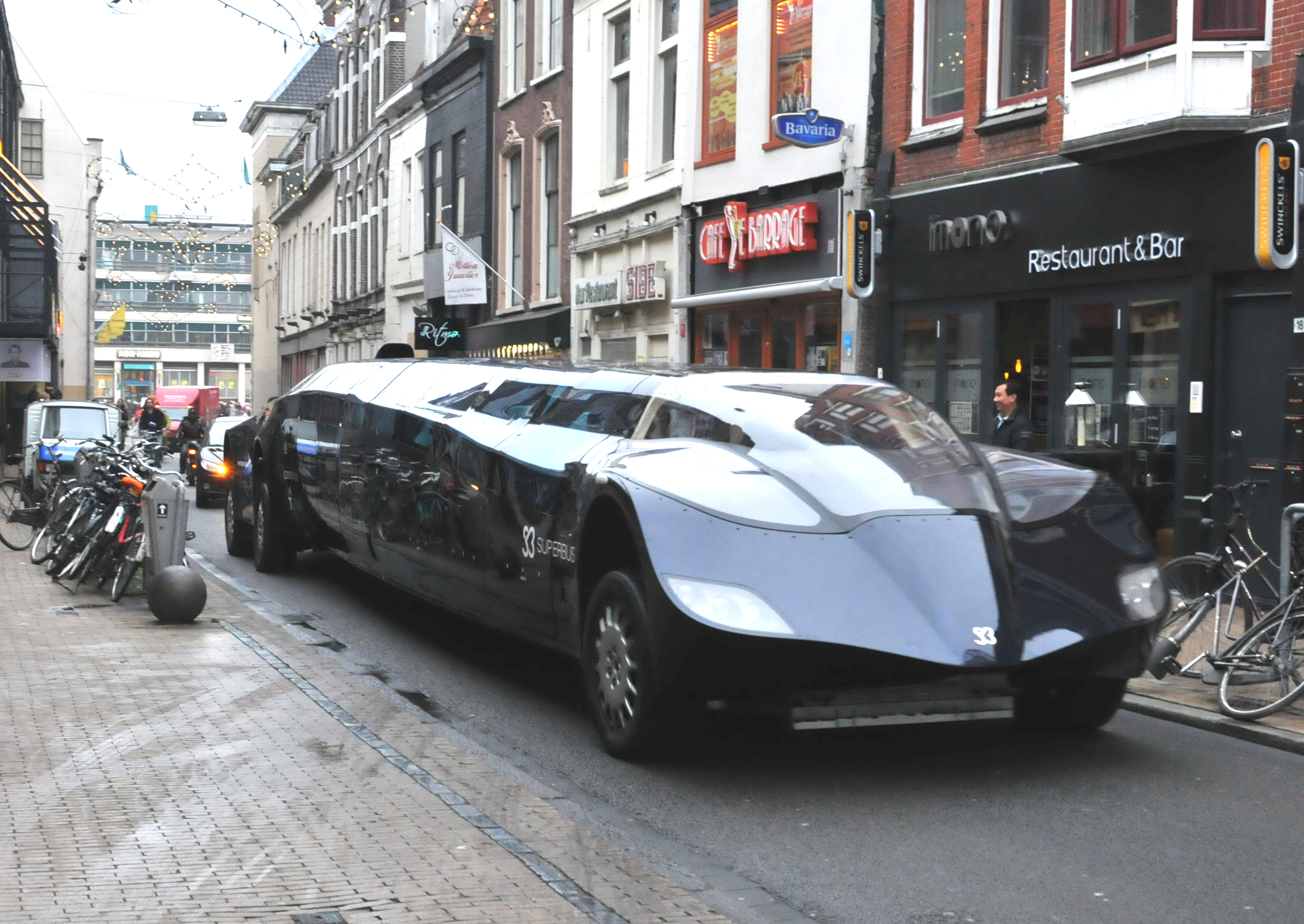
Superbus-II

Chiếc xe điện dài 15 mét với sức chứa 23 hành khách vào từ 16 cửa với tốc độ hành trình 250 km/h và một dải 215 km/h.

## Siêu làn xe
Theo dự tính chiếc xe sẽ chạy trên các siêu làn được sưởi ấm bằng địa nhiệt để ngăn chặn đóng băng trong mùa đông.

## Logistics
Thay vì chạy theo một thời gian biểu chạy xe công cộng, chiếc xe sẽ chạy theo tuyến để đáp ứng nhu cầu của hành khách đặc biệt cung cấp một cuộc hành trình hoàn toàn không có những thay đổi trên cơ sở tối ưu hệ thống định tuyến trung tâm.